# Fundația Mozilla

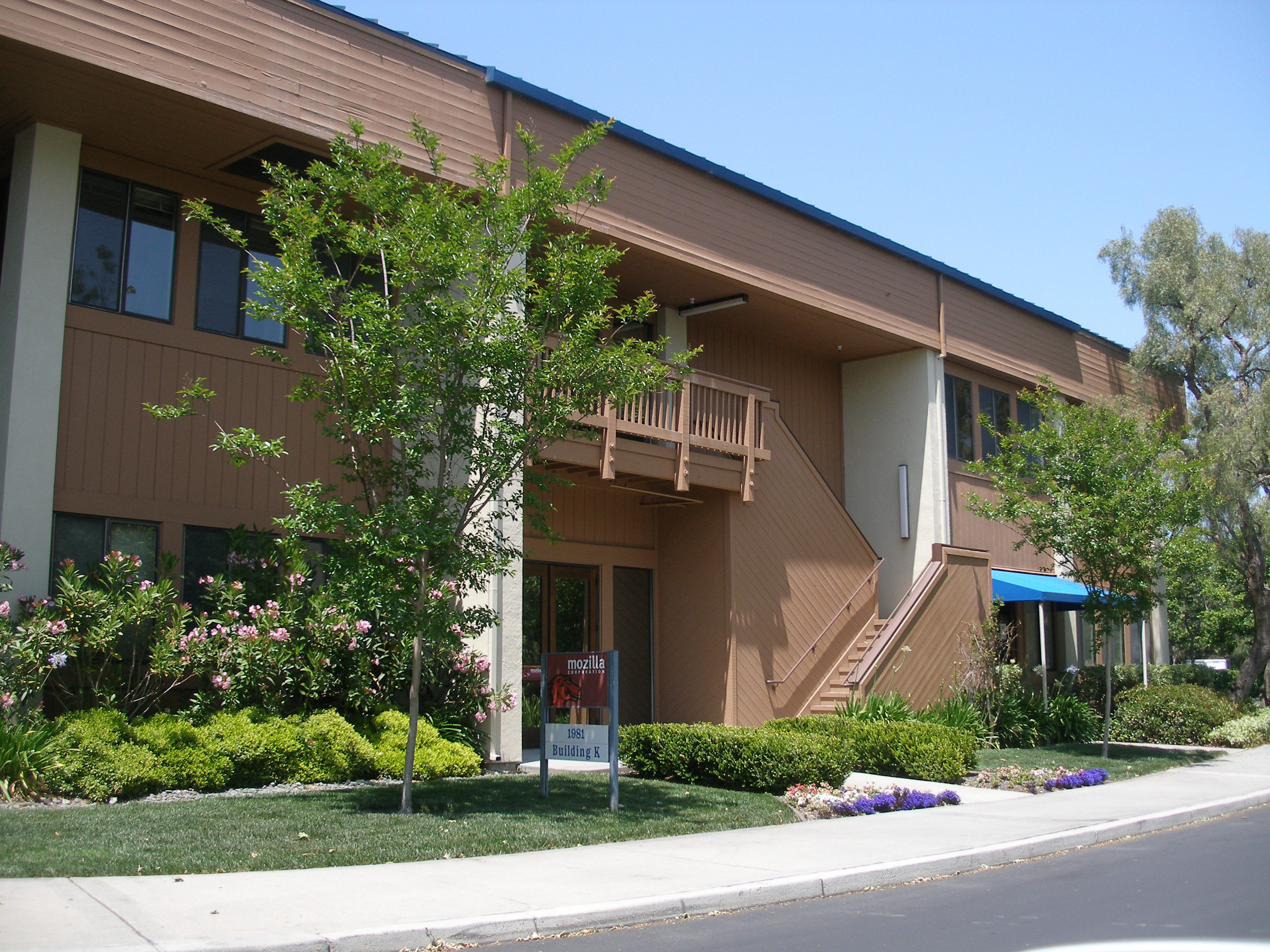
Sediul Fundaţiei din Mountain View, California, clădire care găzduieşte şi firma Mozilla Corporation.

Fundația Mozilla (în engleză Mozilla Foundation), prescurtat MF sau MoFo, este o organizație americană de tip non-profit cu menirea de a conduce și sprijini proiectul de tip open source numit chiar Mozilla, precum și alte proiecte Internet. Fundația stabilește regulile de proiectare și dezvoltare, și conduce activitățile referitoare la trademarks și alte proprietăți intelectuale. Fundația este proprietara firmei Mozilla Corporation, care are drept angajați mai mulți programatori proiectanți care coordonează edițiile browserului web  Mozilla Firefox și cele ale clientului e-mail 
Mozilla Thunderbird.
Sediul Fundației este în orășelul Mountain View, districtul Santa Clara County, statul California, SUA.
Alte organizații non-profit afiliate la Fundația Mozilla, dar totuși independente de aceasta, sunt Mozilla Europe, Mozilla Japan și Mozilla China.

## Istoric
La 23 februarie 1998, firma Netscape a creat grupul Mozilla Organization, care avea sarcina de a coordona dezvoltarea familiei de software Mozilla Application Suite. Era formată în mare parte din angajați Netscape dar opera independent de Netscape. Mozilla Organization a pretins că dezvoltă navigatorul Mozilla în scopuri de test, nu pentru utilizatori. De acea s-a creat Beonex Communicator care a livrat versiuni end-user pe perioada în care Mozilla Organization a supervizat proiectul (deși marea majoritate a utilizatorilor au descărcat pur și simplu versiunile oficiale „Mozilla”).
În 2003 America Online (AOL), proprietarul firmei Netscape, și-a redus masiv participarea la acest grup. Drept urmare, la 15 iulie 2003 s-a constituit Fundația Mozilla, având drept scop salvarea proiectului Mozilla, chiar și fără browserul Netscape Navigator, precursorul browserului Mozilla Firefox. AOL a asistat în crearea inițială a Fundației Mozilla, transferând hardware și proprietăți intelectuale către organizație și angajând o echipă de 3 persoane pentru primele 3 luni ale existenței. AOL a promis să doneze 2 milioane USD fundației într-o perioadă de 2 ani.

## Filiale

### Mozilla Corporation

Iceape logo

La 3 august 2005 Fundația a întemeiat firma comercială Mozilla Corporation. Aceasta a preluat responsabilitatea planificării versiunilor de produse, se ocupă cu promovarea acestora și organizaează o serie de activități legate de distribuție. De asemenea se ocupă cu relațiile cu alte firme, relații care generează venituri substanțiale.
Spre deosebire de Fundația Mozilla, Mozilla Corporation plătește impozitele cuvenite și, pe de altă parte, are o libertate deplină în afaceri.
În 2006, dezvoltatorul Mozilla Mike Connor a cerut ca anumiți termeni și condiții să fie îndeplinite de Debian pentru a continua să utilizeze mărcile comerciale ale Mozilla Corporation. Debian a respins aceste condiții și a decis să redenumească versiunile modificate ale programelor Mozilla, astfel încât Debian să poată distribui software modificat fără a fi obligat să respecte cerințele privind marca comercială pe care Mozilla a invocat-o. Noile nume create de Debian erau: Iceweasel pentru Mozilla Firefox, Icedove pentru Mozilla Thunderbird, Iceape for SeaMonkey, și Iceowl pentru Sunbird. Aceste modificări au fost implementate în versiunea ulterioară a Debian 4.0 (Etch).
În 2017 problemele legate de branding între Debian Project și Mozilla Corporation s-au încheiat, toate software-urile au revenit la numele lor originale.

### Mozilla Messaging
La 19 februarie 2008, Mozilla Messaging a fost anunțată care, asemeni Mozilla Corporation, este o filială cu profit deținută în întregime de Fundația Mozilla.  Mozilla Messaging este orientată în dezvoltarea de sofware care să rezolve problemele legate de comunicația prin Internet. Din mai 2008, Mozilla Messaging dezvoltă clientul de mail Thunderbird 3.

## Activități
Inițial, misiunea Fundației Mozilla a crescut pentru a deveni mult mai larg decât cel al mozilla.org. Organizația a preluat multe din problemele care erau tradițional responsabilitatea Netscape sau a diferiților furnizori ale tehnologiilor Mozilla. Ca parte a unei strategii de atragere a untilizatorilor finali, fundația are întelegeri cu companii comerciale care vând CDuri conținând programe Mozilla și care oferă suport prin telefon. În ambele cazuri, Mozilla a ales aceiași furnizori ca și Netscape pentru aceste servicii. Fundația Mozilla a devenit de asemenea mult mai protectoare în privința proprietăților intelectuale, cu procese și licențe pentru utilizarea siglelor și a trademarkurilor Mozilla. Noi proiecte de marketing au fost lansate.
Cu formarea Mozilla Corporation, Fundația Mozilla a delegat toate procesele de dezvoltare și de afaceri noii filiale. Fundația Mozilla este acum concentrată asupra organizării și proprietății intelectuale dar continuă să supervizeze proiectele care nu au fost făcute „productive”, precum Camino și SeaMonkey. Fundația Mozilla licențiază toate trademarkurile sale către Mozilla Corporation. De asemenea fundația controlează codul sursă și decide cine are dreptul de a adauga sau modifica codul.

## Finanțare
Ca sursă de venituri Fundația Mozilla acceptă donații. Împreună cu donația initială de 2 milioane USD din partea AOL, Mitch Kapor a donat 300.000 USD la lansarea fundației. Grupul este exceptat de taxe sub statutul IRC 501(c)(3) din codul de taxe al Statelor Unite, dar filiala Mozilla Corporation este taxată.
În 2006 Fundația Mozilla a avut 66.8 milioane USD în venit, din care 61.5 milioane sunt atribuite veniturilor din căutări pe Internet. 
Fundația are o întelegere cu Google pentru a utiliza motorul de căutare Goole predefinit în bara de căutare a navigatorului Firefox și, în acest fel, trimite referințe de căutare către Google. De asemenea o pagină de căutare cu tema Firefox a fost făcuta pagina „home” a browserului Firefox. O notă din raportul financiar al Mozilla din anul 2006 spune „Mozilla are un contract cu un furnizor de servicii de căutare pentru royalties. .
The foundation has an ongoing deal with Google to make Google search the default in the Firefox browser search bar and hence send it search referrals; a Firefox themed Google search site has also been made the default home page of Firefox. A footnote in Mozilla's 2006 financial report states „Mozilla a încheiat un contract cu un furnizor de motor de căutare pentru redevanțe. Contractul inițial a expirat în noiembrie 2006, cu toate acestea Google reînnoit contractul până în noiembrie 2008 și acum a reînnoit contractul până în 2011. Aproximativ 85% din venitul Mozilla pe anul 2006 a fost ca rezultat al acestui contract”.
În 2006, ca urmare a unui apel de finanțare din partea Theo de Raadt de la OpenBSD către corporațiile care fac un profit din utilizarea OpenSSH în distribuțiile lor, Fundația Mozilla a donat 10.000 USD către Raadt și OpenBSD pentru dezvoltarea OpenSSH. Banii donați au venit din fonduri câștigate ca urmare a întelegerii cu Google. Deși ținta apelului erau firme ca Cisco, IBM, HP, și Red Hat (care vând toate sisteme de operare ce conțin OpenSSH dar nu au donat pentru continuarea dezvoltării), Fundația Mozilla a considerat că o mare parte din munca pe care o realizează programatorii ar fi făcută prin metode nesecurizate și nesigure, drept care a donat banii ca un gest de mulțumire.

## Oameni importanți
Consiliul director al Fundației Mozilla  are 6 membri: 
- Mitchell Baker (președinte)
- Brian Behlendorf
- Brendan Eich
- Joichi Ito
- Mitch Kapor
- Bob Lisbonne

Inițial Christopher Blizzard era de asemenea în consiliu dar s-a mutat în consiliul Mozilla Corporation când aceasta a fost înființată. Cu această ocazie Joichi Ito a fost numit membru în consiliu. Bob Lisbonne and Carl Malamud au fost aleși în consiliu în octombrie 2006.
Fundația are de asemenea o număr de angajați care se ocupă de proiecte:
- David Boswell, programator[7]
- Frank Hecker
- Gervase Markham, programator
- Mark Surman, Director Executiv[8]

Mozilla Corporation are un număr de angajați, mulți dintre ei fiind foști angajați ai Fundației Mozilla, înainte de înființarea corporației.